# Dennison (Ohio)
Pour les articles homonymes, voir Dennison.
Dennison est un village américain situé dans le comté de Tuscarawas, dans l'Ohio. Selon le recensement de 2010, sa population est de 2 655 habitants.